# (15346) Bonifatius
(15346) Bonifatius es un asteroide perteneciente al cinturón de asteroides, región del sistema solar que se encuentra entre las órbitas de Marte y Júpiter, descubierto el 2 de septiembre de 1994 por Freimut Börngen desde el Observatorio Karl Schwarzschild, en Tautenburg, Alemania.

## Designación y nombre
Designado provisionalmente como 1994 RT11. Fue nombrado en memoria del monje benedictino anglosajón Bonifacio de Maguncia (674?-754; Boniface, originalmente Wynfrieth) fue enviado como misionero a los teutones. Cristianizó a los frisones, turingios y hessianos, fundó numerosos obispados y se convirtió en "apóstol de Alemania". Asesinado por los frisones paganos, fue enterrado en Fulda y posteriormente canonizado.

## Características orbitales
Bonifatius está situado a una distancia media del Sol de 2,275 ua, pudiendo alejarse hasta 2,592 ua y acercarse hasta 1,958 ua. Su excentricidad es 0,139 y la inclinación orbital 5,575 grados. Emplea 1253,31 días en completar una órbita alrededor del Sol.
Pertenece a la familia de asteroides de (4) Vesta.

## Características físicas
La magnitud absoluta de Bonifatius es 15,21. 